# Juchowo (Pomerania Occidental)
Juchowo [pronunciación en polaco: /juˈxɔvɔ/] (alemán: Juchow) es un pueblo en el distrito administrativo de Gmina Aguantado Sulinowo, dentro del Distrito de Szczecinek, Voivodato de Pomerania Occidental, en el noroeste de Polonia. Se encuentra aproximadamente 11 kilómetros al norte de Borne Sulinowo, 15 kilómetros al sudoeste de Szczecinek, y 129 kilómetros al este de la capital regional, Szczecin.
Antes de 1648 el área era parte del Ducado de Pomerania, y entre 1648 y 1945 formó parte de Prusia y luego (desde 1871) del Alemania. Para la historia de la región, véase Historia de Pomerania.